# Fino Mornasco
Fino Mornasco – miejscowość i gmina we Włoszech, w regionie Lombardia, w prowincji Como.
Według danych na rok 2004 gminę zamieszkiwały 8222 osoby, 1174,6 os./km².